# Avidi Nigrí
Avidi Nigrí (en llatí Avidius Nigrinus) va ser un magistrat romà del segle i.
Domicià el va nomenar procònsol d'una província el nom de la qual no s'esmenta. Els procònsols havien estat anteriorment cònsols, però en aquest cas el seu nom no apareix als Fasti el que fa pensar que fou una decisió personal de l'emperador.